# Corallium abyssale
Corallium abyssale is een zachte koraalsoort uit de familie Coralliidae. De koraalsoort komt uit het geslacht Corallium. Corallium abyssale werd in 1956 voor het eerst wetenschappelijk beschreven door Bayer. 